# Divize E 1995/1996
V soubojích 5. ročníku Moravskoslezské divize E 1995/96 (jedna ze skupin 4. fotbalové ligy) se utkalo 16 týmů každý s každým dvoukolovým systémem podzim–jaro. Tento ročník začal v srpnu 1995 a skončil v červnu 1996.

## Nové týmy v sezoně 1995/96
- Z MSFL 1994/95 sestoupila do Divize E mužstva SK Hanácká Slavia Kroměříž a FK ČSA Darkov Karviná. V karvinské kopané však v tomto období začalo docházet k fúzím klubů. II. ligu 1995/96 hrála FC Karviná (2. místo a postup do I. ligy 1996/97), MSFL 1995/96 (3. nejvyšší soutěž) hrály FC Vítkovice (1. místo a postup do II. ligy 1996/97). Po osamostatnění obou oddílů hrálo v této sezoně v Divizi E mužstvo KD (Karvinské doly) Karviná.
- Ze Slezského župního přeboru 1994/95 postoupilo vítězné mužstvo FK Krnov a TJ Rožnov pod Radhoštěm (2. místo).[1]
- Z Hanáckého župního přeboru 1994/95 postoupilo vítězné mužstvo FK Mohelnice.[1]

## Konečná tabulka
Zdroj: 
| Poř. | Tým                            | Z  | V  | R  | P  | VG | OG | B  |
| ---- | ------------------------------ | -- | -- | -- | -- | -- | -- | -- |
| 1.   | FK Krnov (N)                   | 30 | 21 | 5  | 4  | 61 | 25 | 68 |
| 2.   | FK Mohelnice-Moravičany (N)    | 30 | 18 | 6  | 6  | 55 | 34 | 60 |
| 3.   | FC Dukla Sekopt Hranice        | 30 | 16 | 8  | 6  | 57 | 32 | 56 |
| 4.   | TJ Slezan Frýdek-Místek        | 30 | 12 | 9  | 9  | 45 | 34 | 45 |
| 5.   | TJ Nový Jičín                  | 30 | 11 | 11 | 8  | 47 | 45 | 44 |
| 6.   | FC Slavoj Kovkor Bruntál       | 30 | 12 | 6  | 12 | 48 | 53 | 42 |
| 7.   | FK ARTEP Město Albrechtice     | 30 | 12 | 5  | 13 | 41 | 37 | 41 |
| 8.   | TJ Biocel Vratimov             | 30 | 12 | 5  | 13 | 44 | 46 | 41 |
| 9.   | SK Hanácká Slavia Kroměříž (S) | 30 | 12 | 5  | 13 | 52 | 47 | 41 |
| 10.  | KD Karviná (S)                 | 30 | 10 | 9  | 11 | 31 | 36 | 39 |
| 11.  | FK UNO Zábřeh                  | 30 | 10 | 8  | 12 | 43 | 36 | 38 |
| 12.  | TJ Důl 9. květen Albrechtice   | 30 | 9  | 9  | 12 | 32 | 42 | 36 |
| 13.  | SK VTJ Spartak Hulín           | 30 | 10 | 5  | 15 | 39 | 50 | 35 |
| 14.  | TJ Valašské Meziříčí           | 30 | 8  | 9  | 13 | 41 | 55 | 33 |
| 15.  | TJ Rožnov pod Radhoštěm (N)    | 30 | 8  | 7  | 15 | 37 | 49 | 31 |
| 16.  | FK Slavia Orlová-Lutyně        | 30 | 5  | 1  | 24 | 26 | 78 | 16 |

Poznámky:
- Z = Odehrané zápasy; V = Vítězství; R = Remízy; P = Prohry; VG = Vstřelené góly; OG = Obdržené góly; B = Body; (S) = Mužstvo sestoupivší z vyšší soutěže; (N) = Mužstvo postoupivší z nižší soutěže (nováček)
- O pořadí na 7. až 9. místě rozhodla minitabulka vzájemných zápasů: M. Albrechtice - Kroměříž 4:0, M. Albrechtice - Vratimov 4:1, Vratimov - M. Albrechtice 2:1, Vratimov - Kroměříž 3:0, Kroměříž - M. Albrechtice 2:0, Kroměříž - Vratimov 2:1.[2]

| Poř. | Tým                        | Z | V | R | P | VG | OG | B |
| ---- | -------------------------- | - | - | - | - | -- | -- | - |
| 7.   | FK ARTEP Město Albrechtice | 4 | 2 | 0 | 2 | 9  | 5  | 6 |
| 8.   | TJ Biocel Vratimov         | 4 | 2 | 0 | 2 | 7  | 7  | 6 |
| 9.   | SK Hanácká Slavia Kroměříž | 4 | 2 | 0 | 2 | 4  | 8  | 6 |

- Mužstvo KD Karviná po sezoně zaniklo sloučením pod FC Karviná, v sezoně 1996/97 hrálo mužstvo FC Karviná „B“.

|  | Postup do MSFL 1996/97                      |
|  | Sestup do Slezského župního přeboru 1996/97 |
|  | Zánik klubu sloučením pod FC Karviná        |